# Йоганнес де Бур
Йоганнес «Йоганн» де Бур (нім. Johannes «Johann» de Boer; 5 вересня 1897, Альтона — 14 березня 1986, Гамбург) — німецький військовик, генерал-лейтенант вермахту (1 квітня 1944). Кавалер Лицарського хреста Залізного хреста.

## Життєпис
У 1914 році поступив на службу в Німецьку армію. Учасник Першої світової війни. В 1920 році демобілізований, поступив на службу в поліцію.
15 жовтня 1935 року поступив на службу у вермахт. З 12 жовтня 1937 по 29 вересня 1939 року — командир 1-го батальйону 56-го артилерійського полку. З 30 вересня 1939 по 25 квітня 1943 року — командир 22-го артилерійського полку 22-ї піхотної дивізії. З 5 серпня 1943 по 9 листода 1944 року — командир 26-ї піхотної дивізії. З 10 серпня 1944 по 8 травня 1945 року — командир 280-ї піхотної дивізії. В кінці Другої світової війни взятий у полон в Норвегії. Звільнений в 1947 році.

## Нагороди
- Залізний хрест 2-го класу
- Почесний хрест ветерана війни з мечами
- Медаль «За вислугу років у Вермахті» 4-го класу (4 роки)
- Застібка до Залізного хреста 2-го класу
- Залізний хрест 1-го класу
- Лицарський хрест Залізного хреста (19 червня 1940)
- Німецький хрест в золоті (22 січня 1942)
- Медаль «За зимову кампанію на Сході 1941/42»
- Кримський щит
- Командор ордена Корони Румунії з мечами